# Подарунок (мультфільм)
«Подарунок» — анімаційний фільм 1968 року Творчого об'єднання художньої мультиплікації студії Київнаукфільм, перший ляльковий фільм студії, режисер — Леонід Зарубін .  

## Сюжет
Історія про дивовижний подарунок під Новий рік.

## Творча група
- Автор сценарію Тадеуш Павленко
- Режисер-постановник: Леонід Зарубін
- Композитор: Мирослав Скорик
- Художник-постановник: Яків Горбаченко
- Ляльки і декорації: Ліліана Лютинська, Генадій Лютинський
- Оператори: Петро Ракітін, Едуард Губський
- Мультиплікатори-ляльководи: Лев Жданов, А. Булочник, Яків Горбаченко
- Звукооператор: Михайло Петренко
- Редактор: Світлана Куценко
- Директор фільму: Іван Мазепа

## Дивись також
- Фільмографія ТО художньої мультиплікації студії «Київнаукфільм»